# Présence Panchounette
Présence Panchounette est un collectif d'artistes français, actif de 1968 à 1990. 

## Historique
La première manifestation plastique du groupe, issu de Bordeaux, semble être un slogan graffité sur un mur en novembre 1968 où l'on peut lire : « Tout est comme avant ». Le ton est donné. Grand lecteurs des écrits de l'Internationale situationniste, les membres publient en 1969 le Manifeste Panchounette, sous le nom d'Internationale Panchounette, base théorique des interventions qui vont suivre.
Le groupe est composé de Christian Baillet, Pierre Cocrelle, Didier Dumay, Michel Ferrière, Jean-Yves Gros, Frédéric Roux et Jacques Soulillou.
En 1971, l'Internationale Panchounette devient Présence Panchounette. Panchounette vient de « choune » : organe sexuel féminin. Chounette, adjectif employé dans le sud pour désigner tout ce qui est branlant, fragile, imparfait, s'applique principalement aux objets mais aussi aux individus, aux comportements. Présence, à la fois personnification du terme et renfort de l'ubiquité du Chounette. Comme le dit Jacques Soullilou, « penser chounette c'est entendre les accents de l'adagio d'Albinoni entre les strophes d'un quatuor de Schönberg. »
L'une de  leurs premières manifestations publiques est la « Biennale des arts Panchounette » qui s'ouvre en 1972 au Studio F4 à Bordeaux, dans lequel ils officient alors. Sont exposés un puits en pneu, de la toile cirée ou bien encore des jerrycans à mazout. Le Studio F4, situé 1 rue de la Vache, est un espace où est « exposé, sans choix, quiconque en fera la demande » et Présence Panchounette se déclare comme association au Journal officiel. Le lieu est bien fréquenté mais assimilé à un simple lieu culturel. Ils organisent alors en 1973 le « Championnat de boxe des artistes plasticiens » en réaction au combat de boxe de Joseph Beuys lors de la documenta V de 1972. Parallèlement, Présence Panchounette fait des interventions dans les journaux locaux ou pirate des périodiques liés à l'art.
La pratique du groupe s'intensifie et se focalise en particulier sur le mouvement Supports/Surfaces, dont ils critiquent le côté bourgeois, opposant le papier peint au motif de fausses briques, érigé en logo, aux pratiques formelles et abstraites de Supports/Surfaces, dont Présence Panchounette doute de la sincérité. En 1975, ils écrivent une lettre au galeriste Yvon Lambert pour lui proposer de tapisser sa vitrine pendant une exposition de Daniel Buren. 
Présence Panchounette intègre le circuit traditionnel des galeries d'art en 1977 avec une première exposition à Paris à la galerie Éric Fabre, qui deviendra leur galeriste. Intitulée « Transition (valse) », l'exposition tapisse l'intérieur de la galerie entièrement de papier peint aux motifs Op Art et la devanture de papier peint « fausse pierre ». Le catalogue publié à l'occasion est un recueil de considérations sur l'art et sur leur propre position face à celui-ci ; on peut y lire par exemple :
« Ce qui est intolérable dans le vulgaire, c'est son innocence. »
Ils récidivent un an plus tard avec « Échange », une exposition où le contenu de deux galeries, l'une rive droite et l'autre rive gauche, est échangé. Le public est dépaysé.
En 1979, leur troisième exposition à la galerie Éric Fabre (« Se voir, encore ») présente des œuvres où l'on peut lire des phrases comme « À bas le capital » réalisé en néons, ou encore « À bas la société spéculaire marchande » gravé sur un miroir. Le vernissage est mouvementé, Pierre Restany tague sur les murs de la galerie « Vive le travail ».
La postérité les guette.
Ils montrent leurs travaux à la galerie Jacques Donguy à Bordeaux en 1980 ; l'accrochage est foutraque (nains de jardin et guirlandes). En parallèle ils co-publient avec Jacques Soulillou Du Décoratif, un livre théorique sur le décoratif qui révèle leur solide arrière-plan théorique.
En 1983, ils font une première exposition institutionnelle à la maison de la culture de Chalon-sur-Saône où est présenté un ensemble de débris en plastique ramassés sur les plages près de Bordeaux qui recouvrent les murs de l'espace d'exposition. Subtilement intitulée « Cragg, Boum, Hue ! », l'exposition fait référence à Tony Cragg, qui a exposé au début des années 1980 des débris de plastique. Présence Panchounette avait précédemment montré ces débris au début des années 1970 à Bordeaux. Les professionnels les traitent de « parodistes ».
La même année ils présentent « The Best of Présence Panchounette » suivi de « The Worst », en 1984, à la galerie Éric Fabre ; les deux expositions sont presque similaires et les œuvres exposées ne peuvent être lues que dans le cadre de la double exposition.
En 1985, ils participent à l'exposition « Manipulated Reality, Object and Images in New French Sculpture » à Los Angeles dont le commissaire français est Jean-Louis Froment.
Le FRAC Midi-Pyrénées les invite en 1986 à mettre en scène la collection : ils installent les artistes dans des pièces de mobilier et de design. Knoll est associé à Claude Viallat et Philippe Starck à Hervé Di Rosa. Les artistes protestent et le catalogue d'exposition est une maquette parodique du périodique Décoration internationale.
Au CAC de Labège, la même année, ils investissent les 1 000 m2 de l'espace d'exposition et présentent une Afrique de pacotille mêlant références occidentales et africaines en un décentrement largement post-colonial. Œuvres choisies Tome I et II, recueils de textes et d'images, est publié en 1987 à l'occasion de la reprise de l'exposition « Expressions d'Afrique » au musée des beaux-arts de Calais. 
Le CNAP propose à Présence Panchounette d'investir ses locaux en 1988. La même année, ils réalisent les projets dessinés des Incohérents lors de la Fiac sur le stand de la galerie Éric Fabre. Le catalogue de l'exposition intitulé « L'avant-garde a bientôt cent ans » est en papier indéchirable.
En 1989, ils sont invités à La Criée, à Rennes, pour une exposition anniversaire des vingt ans d'activité du groupe intitulée « L'ordre total ». Le propos se radicalise et le catalogue de l'exposition contient des correspondances grinçantes avec des professionnels du milieu de l'art.  
Le tournant des années 1990 marque la fin de l'activité Présence Panchounette. À la suite de l'exposition « Solex Nostalgie » en 1989 à la Fondation Cartier, où ils présentent un Velosolex plaqué or, ils organisent en parallèle un défilé du 14 juillet sur les Champs-Élysées. Ils deviennent un mythe. La dernière exposition à la galerie Éric Fabre devenue Galerie de Paris s'intitule « Ainsi soit-il ».
Ils ont réussi ou, plutôt, ils ont raté ainsi qu'ils déclaraient au début de leur carrière :
« Réussir est notre échec. »
Le groupe se dissout.  

### Expositions rétrospectives
À l'été 2008, le CAPC de Bordeaux organise une exposition rétrospective de Présence Panchounette sous le titre : « Less is Less, More is More That's All ». Le groupe investit alors différents endroits de la ville pour y déployer ses œuvres et présente également celles d'autres artistes proche du groupe entre hommage et héritage.
Il s'ensuivra, en 2009, une exposition temporaire au MAMCO.
En octobre 2011, la galerie Semiose, à Paris, présente à son tour une rétrospective et consacre au collectif une deuxième exposition en septembre 2016.

### Œuvres (sélection)
- Manifeste Panchounette[13], 1969
- La Pression des rêves[14], 1974, coll. MNAM, Paris
- Le Poids de la culture[15], 1983, coll. Musée de l'objet, Blois
- Le Vrai Classique du vide parfait[16], 1989, coll. Fondation Cartier, Paris